# بي بي سيدان
بي بي سيدان هي قرية في مقاطعة سميرم، إيران. عدد سكان هذه القرية هو 111 في سنة 2006.